# Vandières (Meurthe y Mosela)
 Vandières  es una población y comuna francesa, en la región de Lorena, departamento de Meurthe y Mosela, en el distrito de Nancy y cantón de Dieulouard.

## Demografía
| 790 | 779 | 763 | 903 | 942 | 964 |
| Para los censos de 1962 a 1999 la población legal corresponde a la población sin duplicidades (Fuente: INSEE [Consultar]) |     |     |     |     |     |